# سایوز تی‌ام-۱۱
سایوز-تی‌ام-۱۱ (به روسی: Союз )(به معنای اتحاد) یازدهمین مأموریت سرنشین دار سازمان فضایی شوروی به سمت ایستگاه فضایی میر محسوب می شود. در طول این ماموریت ۲ فضاپیمای پشتیبانی پروگرس به ایستگاه متصل شد. بر روی موشک سایوز این ماموریت تصاویر و نوشته های تبلیغاتی از شرکت های ژاپنی مانند سونی نقش بسته بود. شوروی ادعا می کرد در این ماموریت نخستین سفر فضایی شخصی که فضانورد نیست را به فضا پرتاب کرده و باعث درآمدزایی ۱۴ میلیون دلاری برای آن‌ها شده است.

## خدمه مأموریت
| شماره | نام                         | ملیت               | تعداد پرواز | نقش عملیاتی | تصویر |
| ۱     | ویکتور میخائیلوویچ آفاناسیف | اتحاد جماهیر شوروی | ۱           | فرمانده     |       |
| ۲     | موسی منارف                  | اتحاد جماهیر شوروی | ۲           | مهندس پرواز |       |
| ۳     | تویوهیرو آکی‌یاما            | ژاپن               | ۱           | محقق فضایی  |       |